# Frédéric Balekdjian
Pour les articles homonymes, voir Balekdjian.
 (janvier 2023).
Si vous disposez d'ouvrages ou d'articles de référence ou si vous connaissez des sites web de qualité traitant du thème abordé ici, merci de compléter l'article en donnant les références utiles à sa vérifiabilité et en les liant à la section « Notes et références ».
Frédéric Balekdjian, né le 19 avril 1964 au Raincy, est un réalisateur et scénariste français d'origine arménienne.

## Biographie
Formé à l'École nationale supérieure Louis-Lumière et par Robert Cordier, après un premier court métrage en 1990, Frédéric Balekdjian réalise son premier film, Les Mauvais Joueurs, primé au festival de Berlin et au festival du film policier de Cognac en 2005. Trois ans plus tard, il réalise Un monde à nous avec son fils Anton Balekdjian et Édouard Baer.
Il est notamment un des réalisateurs des séries de Canal+ Kaboul Kitchen, Engrenages et Paris Police 1900.

## Filmographie

### Cinéma
- 2005 : Les Mauvais Joueurs
- 2008 : Un monde à nous

### Télévision
- 2010 : Mon père, Francis le Belge
- 2014 : Kaboul Kitchen (saison 2)
- 2014 : Engrenages (saison 5)
- 2017 : Kaboul Kitchen (saison 3)
- 2018 : Papa ou maman (M6)
- 2019 : Engrenages (saison 7)
- 2020 : Paris Police 1900 (épisodes 5 à 7)
- 2022 : Paris Police 1905 (épisodes 5 et 6)